# Episodi di Makanai
La prima stagione della serie televisiva giapponese slice of life Makanai (舞妓さんちのまかないさん?, Maiko-san Chino makanai-san), formata da 9 episodi, è stata distribuita su Netflix il 12 gennaio 2023.
| nº | Titolo originale | Titolo italiano      | Pubblicazione   |
| -- | ---------------- | -------------------- | --------------- |
| 1  | Kaeru            | Novità               | 12 gennaio 2023 |
| 2  | Otafuku          | Lo spirito guardiano | 12 gennaio 2023 |
| 3  | Kinki            | Tabù                 | 12 gennaio 2023 |
| 4  | Negai            | Desiderio            | 12 gennaio 2023 |
| 5  | Sentaku          | Scelta               | 12 gennaio 2023 |
| 6  | Kataomoi         | Senso unico          | 12 gennaio 2023 |
| 7  | Yama hi          | Malesseri            | 12 gennaio 2023 |
| 8  | Obake            | Festa in comune      | 12 gennaio 2023 |
| 9  | Kadode           | Cambiamenti          | 12 gennaio 2023 |

## Novità
- Titolo originale: Kaeru

### Trama
Durante una gita nel quartiere di Gion di Kyoto, le sedicenni Kiyo e Sumire rimangono profondamente affascinate dal mondo delle geiko, perciò decidono di lasciare Aomori per iniziare un percorso di formazione come maiko presso lo yakata Sako gestito dalle Madri Chiyo e Azusa. Se Sumire dimostra fin da subito di essere un'ottima apprendista, dopo tre mesi Kiyo ha ancora molte difficoltà nello svolgere adeguatamente le lezioni. La giovane trova comunque consolazione nella passione che ha per la cucina e sente che prima o poi avverrà qualcosa che cambierà drasticamente il suo destino.
- Piatti cucinati nell'episodio: nabekko dango; yaki imo; tagliatelle sōmen fredde; curry al pomodoro.[2][3]

## Lo spirito guardiano
- Titolo originale: Otafuku

### Trama
Kiyo viene estromessa dalle lezioni a causa della sua inetittudine, le viene suggerito di tornare nella sua città natale per trovare un lavoro o riprendere gli studi liceali, e le viene concessa una settimana di tempo per preparare le sue cose. Sumire vorrebbe far cambiare idea ad Azusa, ma desiste quando Ryoko (la schietta e introversa figlia di Azusa che vive con loro pur non essendo una maiko) le dice che Kiyo sarebbe continuamente rimproverata. Fortunatamente però le altre maiko, che non sanno cucinare e non ne possono più di ordinare cibo da asporto dato che la signora Sachiko si è infortunata alla schiena e ha bisogno di riposo, chiedono che sia proprio Kiyo (su proposta della ragazza stessa, che Sachiko aveva preso sotto la propria ala) a preparare i pasti. Kiyo viene dunque assunta come makanai e viene fatta alloggiare nell'attico così da potersi alzare presto senza disturbare il sonno delle maiko; successivamente, partecipa alla Festa di Gion. Il giorno dopo, a Kiyo viene consegnata una divisa.
- Piatti cucinati nell'episodio: oyakodon; onigiri.[2][3]

## Tabù
- Titolo originale: Kinki

### Trama
L'esuberante Yoshino, una ex maiko, fa ritorno nella speranza di essere ripresa, cosa che di fatto avviene nonostante ciò sia considerato un tabù. Mentre Momoko, la geiko più apprezzata, trucca Sumire, entrambe si lasciano andare ad alcune confidenze, compreso il fatto che a Sumire piaccia Kenta, un giovane giocatore di baseball anche lui originario di Aomori. Azusa frequenta il professore di architettura Tanabe, mentre Momoko si vede con Iwai, allievo di Tanabe. Yoshino cambia l'inizio di un ozashiki (banchetto nel quale le geiko intrattengono gli ospiti) facendo delle sciarade, chiedendo però a Momoko di non farne parola con le Madri, cosa che porta le maiko a comportarsi in maniera più schiva con lei. Kiyo prepara un budino per Tsurukoma dopo che quello precedente è stato mangiato da qualcuno (molto probabilmente da Yoshino, che aveva anche mangiato prugne negando però la cosa), dicendole che il cibo viene percepito più buono se è condiviso, cosa su cui Tsurukoma si trova d'accordo anche perché Kiyo le ricorda sua sorella minore, alla quale è molto legata; Tsurukoma ammette poi di ritenere che il budino "scomparso" sia il karma per aver tenuto con sé un cellulare, anche se è contro le regole.
- Piatti cucinati nell'episodio: colazione tradizionale (okra, riso al vapore, fette di salmone grigliato, tamagoyaki, hijiki); zuppa di miso al pomodoro e tofu; umeboshi; shokupan; kabocha cotto a fuoco lento; cetrioli sottaceto.[2][3]

## Desiderio
- Titolo originale: Negai

### Trama
Momoko entra in possesso di una rara tessera segnata con un quadrifoglio (infatti se ne trova una ogni 325 taxi): si suppone che chi la possiede riesca a esaudire il proprio desiderio; le maiko appendono entusiaste il portafortuna al muro così da attirare un po' di buona sorte anche per loro. Kiyo e Sumire hanno una giornata libera e raggiungono un santuario per augurare a Kenta di vincere un torneo di baseball, e sulla strada di ritorno notano che anche Momoko sta pregando in un santuario. Per il momento, Tanabe e Azusa si limitano semplicemente a passeggiare e chiacchierare, mentre Momoko è restia a legarsi ufficialmente a Iwai perché questo comportebbe la rinuncia alla sua carriera di geiko. Il padre di Sumire intende riportare la figlia a casa, ma dopo aver parlato con le Madri, aver osservato l'impegno e la dedizione profusi dalla figlia, e aver assaggiato un piatto di Kiyo che lo fa addirittura commuovere, finalmente permette a Sumire di decidere per se stessa. Ryoko consegna la tessera fortunata a Sumire (la quale promette a suo padre che diventerà la più grande maiko della città), che a sua volta la dà a Kiyo. Quest'ultima prepara una tazza di caffè con una decorazione a quadrifoglio per Azusa, che le domanda cosa desideri: la giovane si augura che Sumire diventi una maiko.
- Piatti cucinati nell'episodio: pancake al matcha; madeleine; agebitashi di melanzane.[2][3]

## Scelta
- Titolo originale: Sentaku

### Trama
Sumire guarda con ammirazione Momoko mentre si esercita in una danza chiamata kurokami, che narra la triste storia di due amanti che sono costretti a separarsi. Le maiko discutono sul tipo di ragazzo che piace a loro, e quando la domanda viene fatta a Kiyo lei risponde scherzosamente di essere innamorata della padella. Il marito di Yoshino (il cui vero nome è Yuko) vuole riportare la moglie a casa, ma lei rifiuta soprattutto perché non sopporta di avere la suocera sempre intorno. Azusa e Tanabe fanno un'altra passeggiata e parlano della fallita proposta di fidanzamento di Iwai a Momoko, poi la conversazione si sposta su quando invece sarà Tanabe a proporsi ad Azusa. Momoko parla con Yoshino e Azusa dei sentimenti contrastanti che prova nei confronti di Iwai e la volontà di essere una geiko, confermando successivamente la sua decisione di continuare a fare l'artista quando esegue il kurokami di fronte, tra gli altri, a Iwai e Tanabe. Grazie ai costanti progressi fatti da Sumire, Chiyo e Azusa decidono di farla debuttare presto come maiko con il nome d'arte di Momohana, in onore di Momoko. Ryoko dice alla madre che se non fosse rimasta incinta di lei avrebbe potuto continuare a essere una geiko, ma Azusa cerca di rassicurarla sul fatto che se è successo è perché sia lei che l'uomo di cui era innamorata l'hanno desiderata.
- Piatti cucinati nell'episodio: tempura; korokke; karaage.[2][3]

## Senso unico
- Titolo originale: Kataomoi

### Trama
Le maiko devono dormire su un cuscino speciale con un rialzo in legno così da non rovinare l'elaborata acconciatura; Sumire ha difficoltà a dormirci sopra, così Kiyo (che intanto ha conosciuto e conversato con Momoko), per favorirle il sonno resta alzata fino a tardi per prepararle una bevanda calda. Il giorno dopo, le maiko sono in fermento perché hanno scoperto che Chiyo ha un amore perduto di gioventù, l'attore kabuki Yajuro; Sumire gioca un ruolo centrale chiedendo all'uomo di firmare il vecchio maneki kanzashi della donna, uno speciale tipo di ornamento che indossano solo le geiko, e tutti sono felicissimi della loro riunione. Mentre cammina in un parco, Ryoko vede suo padre insieme all'attuale moglie e alla figlia che ha avuto da lei; amareggiata da questa situazione, Ryoko sceglie di non salutare il padre e torna a casa. Kiyo decide di partecipare a una lotteria sponsorizzata dai negozi locali per vincere una macchina per il pane (ottenendo l'ultimo da Ryoko in un sorprendente atto di gentilezza), tuttavia quando va a riscattare i biglietti vince il terzo premio che consiste in una cassa di mele.
- Piatti cucinati nell'episodio: stufato cremoso; amazake; frutta sando.[2][3]

## Malesseri
- Titolo originale: Yama hi

### Trama
Arriva Capodanno. Le geiko e le maiko partecipano a una cerimonia speciale che si tiene ogni anno per impegnarsi a migliorare le proprie capacità durante l'anno a venire. Kiyo rimane allo yakata guardando la TV, e a un certo punto appare Momoko (premiata per il maggior numero di ozashiki prenotati l'anno precedente, sesta vittoria consecutiva), la quale racconta il suo proposito per il nuovo anno: rendere prezioso ogni momento, una filosofia che ha adottato da Kiyo, rendendola fiera. Poco dopo, Sumire si ammala e Kiyo le prepara un piatto per rimetterla in forze; Ryoko fa notare a Kiyo che sebbene lei sia la makanai di tutti, mostra ancora favoritismi nei confronti dell'amica preparandole piatti speciali. Inizia a cadere la prima neve dell'anno. Sumire ricorda di quando, ad Aomori, spalava e giocava con la neve insieme a Kiyo e Kenta; dopo essere uscita e aver visto Kiyo spalare la neve, le due rientrano nello yakata per ristorarsi.
- Piatti cucinati nell'episodio: toshikoshi soba; osechi-ryōri; ozōni; kakimochi; dashi; kitsune udon.[2][3]

## Festa in comune
- Titolo originale: Obake

### Trama
Allo yakata si presenta Riko, una nuova aspirante maiko piena di entusiasmo. Momoko viene incaricata di pianificare l'obake (un evento in cui gli yakata collaborano tra loro e si esibiscono con numeri di danza e teatro), così riunisce le maiko e dà sfogo al suo lato giocoso organizzando uno spettacolo a tema zombi (in precedenza era andata al cinema con Iwai per vedere La notte dei morti viventi di George A. Romero, che stima molto); Riko non può ancora prenderne parte, quindi, in modo esilarante, viene messa in un angolo con un panno nero semitrasparente in testa mentre regge una lampada da scrivania per illuminare le artiste. Il marito di Yoshino fa un altro tentativo per riportare la moglie a casa, ma lei, da sempre uno spirito libero, insiste che ora lo yakata è la sua nuova casa. Sumire accompagna Momoko a una cena di lusso con un cliente ed è sopraffatta dal cibo raffinato e costoso, rimanendo piacevolmente sorpresa, quando torna allo yakata, di trovare delle ostriche fritte appena cucinate da Kiyo. Tanabe non è l'unico ammiratore di Azusa: infatti anche Ren, il barista, prova dei sentimenti per la donna, ma viene a sapere da Ryoko che i due potrebbe sposarsi (come si è fatta dire da Tanabe stesso); Ren è sorpreso che Ryoko sappia della sua infatuazione, e lei gli confida di avere a sua volta il cuore spezzato.
- Piatti cucinati nell'episodio: yudofu; kaki fry; tonjiru.[2][3]

## Cambiamenti
- Titolo originale: Kadode

### Trama
È passato un anno da quando Kiyo e Sumire sono arrivate allo yakata. Mentre Sumire si prepara a essere presentata ufficialmente come maiko, Kiyo spiega a Tsurukoma che ha trovato la sua passione nella cucina; questo aiuta Tsurukoma a rendersi conto che essere una maiko non è ciò che veramente vuole e ha bisogno di scoprire quale sia il suo scopo, perciò ne parla con Azusa, poi Kiyo e le altre maiko le cucinano una zuppa speciale per salutarla. Ryoko pensa di andare a studiare all'estero perché così, a suo dire, per sua madre sarà "più facile" risposarsi; Azusa spiega a Chiyo di sentire di aver fallito come madre, ma Chiyo le fa capire che non è vero, anzi, che lei ha un cuore grande, che di solito è così che va tra genitori e figli ma che il più delle volte non è così unilaterale. Momoko confida a Ryoko che, sebbene non sia pentita di aver preferito la carriera all'amore (aveva pensato di cambiare il sistema per consentire alle geiko di sposarsi e formare una famiglia), se le venisse data un'altra opportunità ci penserebbe sicuramente. Mentre Sumire (che ha ricevuto in dono da Chiyo un ventaglio e da Azusa un buon augurio e lo sprono a dare sempre il meglio) si trucca per la prima volta come una maiko, Momoko dà un consiglio fraterno, con velato riferimento a se stessa: pur elogiando la sua fermezza, le dice che potrebbe portarla a sentirsi sola e che prima di realizzarlo si sentirà distante dagli altri, quindi le consiglia di tenersi stretta Kiyo. Vestita di tutto punto, quella sera Sumire fa il suo debutto come maiko col nome di Momohana camminando per strada, dove viene seguita e celebrata con molto interesse dai presenti; la ragazza incrocia lo sguardo di suo padre, il quale le rivolge un cenno di approvazione. Dopo una notte di festeggiamenti, Sumire torna in cucina dove trova Kiyo ad aspettarla con un piatto di croccanti fette biscottate ricoperte di zucchero.
- Piatti cucinati nell'episodio: panini giapponesi; tamago sando; fette biscottate in crosta di shokupan.[2][3]